# Tyge Dahlgaard
Pour les articles homonymes, voir Dahlgaard.
Tyge Dahlgaard, né le 8 avril 1921 à Copenhague (Danemark) et mort le 20 décembre 1985, est un homme politique et diplomate danois, membre des Sociaux-démocrates et ancien ministre.
Il est commandeur de l'ordre de Dannebrog

## Distinctions
- Commandeur de l'ordre du Dannebrog